# Montbeugny
Montbeugny ist eine französische Gemeinde im Département Allier mit 645 Einwohnern (Stand: 1. Januar 2022)  in der Region Auvergne-Rhône-Alpes. Administrativ ist sie dem Kanton Moulins-2 im Arrondissement Moulins.

## Geografie
Montbeugny liegt im Norden der Auvergne in der historischen Provinz Bourbonnais etwa 14 Kilometer südöstlich des Stadtzentrums von Moulins. Umgeben wird Montbeugny von den Nachbargemeinden Lusigny im Norden, Thiel-sur-Acolin im Osten, Chapeau im Süden, Neuilly-le-Réal im Südwesten, Toulon-sur-Allier im Westen sowie Moulins im Nordwesten.
Der Flugplatz Moulins-Montbeugny liegt zu einem kleinen Teil im westlichen Gemeindegebiet. Durch den Süden der Gemeinde führt die Route nationale 79. 

## Bevölkerungsentwicklung
| Jahr                       | 1962 | 1968 | 1975 | 1982 | 1990 | 1999 | 2006 | 2019 |
| -------------------------- | ---- | ---- | ---- | ---- | ---- | ---- | ---- | ---- |
| Einwohner                  | 506  | 505  | 457  | 421  | 557  | 552  | 593  | 662  |
| Quellen: Cassini und INSEE |      |      |      |      |      |      |      |      |

## Sehenswürdigkeiten

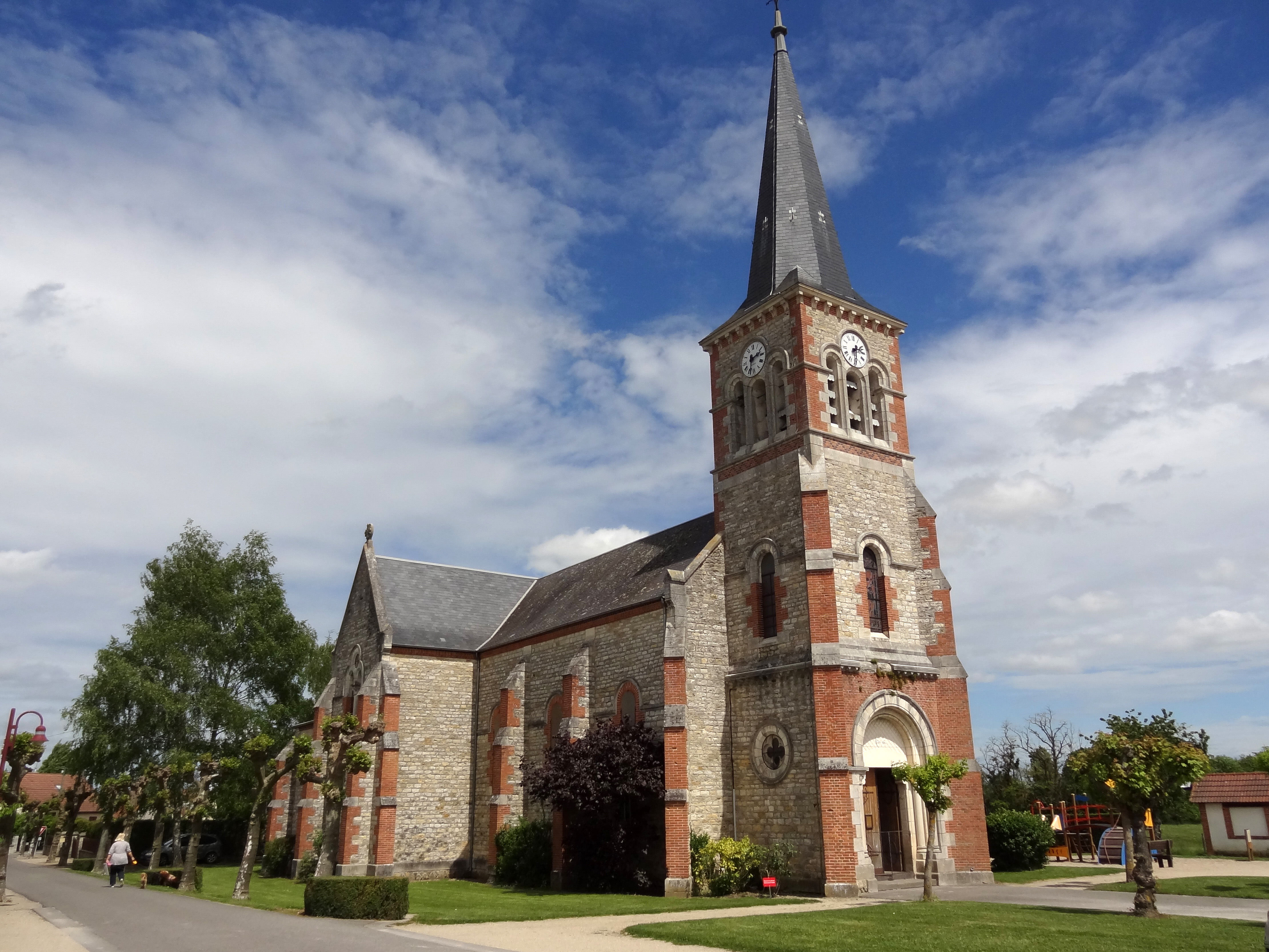
Kirche Saint-Sébastien

- Kirche Saint-Sébastien
- Mehrere Herrenhäuser